# Francesca Dolcini
Francesca Dolcini (28 dicembre 1974) è un'ex astista italiana.
È stata sei volte campionessa italiana assoluta, di cui una all'aperto e cinque al coperto. Con la misura di 4,30 m è stata detentrice del record italiano del salto con l'asta indoor e outdoor.

## Record nazionali
- Salto con l'asta:
  - 4,10 m ( Roma, 2 luglio 1998)
  - 4,16 m ( Grosseto, 29 luglio 1998)
  - 4,17 m ( Bari, 15 maggio 1999)
  - 4,20 m ( Roma, 23 maggio 1999)
  - 4,26 m ( Rieti, 6 giugno 1999)
  - 4,27 m ( Rieti, 21 settembre 2000)
  - 4,30 m ( Viareggio, 21 luglio 2002)
- Salto con l'asta indoor: 
  - 4,10 m ( Genova, 8 febbraio 1998)
  - 4,10 m ( Valencia, 27 febbraio 1998)
  - 4,30 m ( Zweibrücken, 1º febbraio 2002)
  - 4,30 m ( Vienna, 1º marzo 2002)

## Progressione

### Salto con l'asta
| Stagione | Risultato | Luogo      | Data      | Rank. Mond. |
| -------- | --------- | ---------- | --------- | ----------- |
| 2006     | 3,80 m    | Valencia   | 27-5-2006 |             |
| 2005     | 4,05 m    | Bressanone | 26-6-2005 |             |
| 2005     | 4,05 m    | Firenze    | 18-6-2005 |             |
| 2004     | 3,06 m    | Mosca      | 29-5-2004 |             |
| 2003     | -         | -          | -         | -           |
| 2002     | 4,30 m    | Viareggio  | 21-7-2002 |             |
| 2001     | 4,10 m    | Torino     | 9-6-2001  |             |
| 2000     | 4,27 m    | Rieti      | 21-9-2000 |             |
| 1999     | 4,26 m    | Rieti      | 6-6-1999  |             |
| 1998     | 4,16 m    | Grosseto   | 29-7-1998 |             |

### Salto con l'asta indoor
| Stagione | Risultato | Luogo       | Data      | Rank. Mond. |
| -------- | --------- | ----------- | --------- | ----------- |
| 2002     | 4,30 m    | Vienna      | 1-3-2002  |             |
| 2002     | 4,30 m    | Zweibrücken | 1-2-2002  |             |
| 2001     | 4,25 m    | Torino      | 25-2-2001 |             |
| 2000     | 4,15 m    | Genova      | 13-2-2000 |             |
| 1999     | 4,10 m    | Genova      | 24-2-1999 |             |
| 1999     | 4,10 m    | Genova      | 8-2-1999  |             |
| 1998     | 4,10 m    | Valencia    | 27-2-1998 |             |
| 1998     | 4,10 m    | Genova      | 8-2-1998  |             |

## Palmarès
| Anno | Manifestazione | Sede              | Evento           | Risultato     | Prestazione | Note |
| ---- | -------------- | ----------------- | ---------------- | ------------- | ----------- | ---- |
| 1998 | Europei indoor | Valencia          | Salto con l'asta | 9ª            | 4,05 m      |      |
| 1998 | Europei        | Budapest          | Salto con l'asta | 14ª           | 3,95 m      |      |
| 1999 | Universiadi    | Palma di Maiorca  | Salto con l'asta | elim. qualif. | 3,90 m      |      |
| 2000 | Europei indoor | Gand              | Salto con l'asta | elim. qualif. | 4,00 m      |      |
| 2002 | Europei indoor | Vienna            | Salto con l'asta | elim. qualif. | 4,30 m      | =    |
| 2002 | Europei        | Monaco di Baviera | Salto con l'asta | elim. qualif. | 4,15 m      |      |

## Campionati nazionali
- 1 volta campionessa italiana assoluta del salto con l'asta (2002)
- 5 volte campionessa italiana assoluta del salto con l'asta indoor (dal 1998 al 2002)

1998
- Oro ai campionati italiani assoluti di atletica leggera indoor, salto con l'asta - 4,10 m

1999
- Oro ai campionati italiani assoluti di atletica leggera indoor, salto con l'asta - 3,90 m

2000
- Oro ai campionati italiani assoluti di atletica leggera indoor, salto con l'asta - 4,15 m

2001
- Oro ai campionati italiani assoluti di atletica leggera indoor, salto con l'asta - 4,25 m

2002
- Oro ai campionati italiani assoluti di atletica leggera indoor, salto con l'asta - 4,10 m
- Oro ai campionati italiani assoluti di atletica leggera, salto con l'asta - 4,30 m

## Altre competizioni internazionali
2000
- Bronzo alla Coppa Europa di atletica leggera ( Gateshead), salto con l'asta - 4,20 m